# Minilabrus striatus
Minilabrus striatus là loài cá biển duy nhất thuộc chi Minilabrus trong họ Cá bàng chài. Loài cá này được mô tả lần đầu tiên vào năm 1980.

## Từ nguyên
Từ định danh của chi, minilabrus, trong tiếng Latinh có nghĩa là "loài cá bàng chài nhỏ", hàm ý đề cập đến kích thước bé nhỏ của loài cá này.
Từ định danh của loài, striatus, trong tiếng Latinh có nghĩa là "có khoanh sọc", hàm ý đề cập đến những vệt sọc sẫm màu trên cơ thể của chúng.

## Phạm vi phân bố và môi trường sống
M. striatus được ghi nhận ở khu vực trung tâm và phía nam của Biển Đỏ. Chúng sống gần các rạn san hô ở độ sâu đến ít nhất 14 m.

## Mô tả
Chiều dài cơ thể tối đa được ghi nhận ở M. striatus là 6 cm. Đây được xem là một trong những loài nhỏ nhất trong họ Cá bàng chài.

## Sinh thái và hành vi
M. striatus tập trung thành đàn trên các rạn san hô và kiếm ăn trên các loài động vật phù du.